# Panopoda cressoni
Panopoda cressoni là một loài bướm đêm trong họ Erebidae.